# Сила судьбы
«Сила судьбы» (итал. La forza del destino) — опера Джузеппе Верди в 4 актах, 10 картинах, на либретто Франческо Марии Пьяве по драме «Дон А́льваро, или Сила судьбы» Анхеля Сааведры. Написана по заказу Большого Каменного театра Санкт-Петербурга, где впервые поставлена 10 ноября 1862 (единственная опера Верди, написанная специально для российского театра). В скором времени опера была также поставлена в Риме, Мадриде, Нью-Йорке, Вене, Буэнос-Айресе и Лондоне. После внесения Верди вместе с Антонио Гисланцони в оперу некоторых изменений премьера новой, используемой ныне, версии состоялась 27 февраля 1869 года в миланском «Ла Скала».

## Персонажи
- Маркиз Калатрава — бас.
- Леонора, его дочь — сопрано.
- Дон Карлос де Варгас, его сын — баритон.
- Дон А́льваро, поклонник Леоноры — тенор.
- Курра, служанка Леоноры — меццо-сопрано.
- Прециозилла, молодая цыганка — меццо-сопрано.
- Мэр — бас.
- Маэстро Трабуко, погонщик мулов, коробейник, сплетник — тенор.
- Падре Гвардиано, францисканец — бас.
- Фра Мелитоне, францисканец — баритон.
- Врач — бас.
- Крестьяне, слуги, паломники, солдаты, монахи — хор.

## Содержание (по петербургской редакции)
Действие происходит около 1750 года, первое, второе и четвёртое действия происходят в Испании, третье — в Италии. Ниже излагается содержание оперы в её первой петербургской редакции 1862 года, сохраняющейся до сих пор в Мариинском театре.

### Акт I
Дом маркиза Калатравы. Вечером маркиз и его дочь Леонора сидят в гостиной, маркиз говорит дочери о своей любви и заботе, упоминая о том, что ему удалось отвадить от дома недостойного соискателя её руки — Альваро. Между тем, этой ночью Леонора и Альваро готовятся бежать. После ухода отца у Леоноры остаётся лишь несколько минут, чтобы проститься мысленно с домом («Me pellegrina ed orfana» — «Бездомной сиротой»). Появляется восторженный Альваро, готовый увезти Леонору («Ah, per sempre, o mio bell’angiol»), но Леонора умоляет его отложить бегство хотя бы на один день, чтобы проститься с отцом. Альваро упрекает Леонору в том, что она пренебрегает его любовью. Сражённая упрёком Леонора готова бежать («Son tua, son tua col core e colla vita!» — «твоя, твоя всем сердцем и жизнью»), но тут в комнату врывается маркиз Калатрава с вооружёнными слугами. Альваро заявляет маркизу, что Леонора невинна, и бросает на пол пистолет, не желая поднимать руку на отца возлюбленной. Пистолет самопроизвольно выстреливает, сражённый насмерть маркиз умирает, проклиная дочь. В суматохе Альваро удаётся скрыться.

### Акт II

#### Первая картина (таверна)
Таверну заполняют погонщики мулов. Среди них Трабукко, которого сопровождает переодетая в мужское платье Леонора, которая сразу же уходит наверх. Сюда же в поисках Леоноры заходит и её брат Карлос, поклявшийся убить сестру и её соблазнителя. Тщетно Карлос пытается узнать личность спутника Трабукко — тот отшучивается, а затем огрызается. В таверну окружённая поклонниками входит маркитантка Прециозилла, призывающая всех присутствующих отправляться на войну с немцами в Италии («Al suon del tamburo» — «Бой барабанов»). Бурное веселие прерывается паломниками, идущими на богомолье; все присутствующие присоединяются к молитве («Padre eterno Signor, pieta di noi»).
Расспросы Карлоса вызывают встречный вопрос, кто он сам. Карлос рассказывает историю убийства своего отца, при этом, правда, называя себя Передой — другом Карлоса, и безуспешных поисков прелюбодейки-сестры и её соблазнителя («Son Pereda son ricco d’onore»). Леонора слышит эту историю и понимает, что пощады от брата ждать не приходится.

#### Вторая картина (двор монастыря)
Переодетая в мужское платье Леонора прибывает ночью в монастырь («Sono giunta! Grazie, o Dio!»). Она в смятении, только в монастыре, в строгом уединении она надеется спастись от мести брата и вымолить прощение у Бога за невольное участие в смерти отца. Она уверена в смерти Альваро. На стук в дверь откликается Мелитоне, не желающий впустить незнакомца. Затем выходит настоятель Гуардиано, который согласен переговорить с Леонорой наедине ('Or siam soli" — «Мы одни»). Леонора рассказывает Гуардиано свою историю ('Infelice, delusa, rejetta" — «Несчастная, обманутая, брошенная») и умоляет дать ей убежище в уединённой пещере. Гуардиано указывает Мелитоне собрать братию в церкви для участия в постриге нового брата.

#### Третья картина (монастырь)
«Il santo nome di Dio Signore» — «Святым именем Господа» Гуардиано сообщает братии о том, что в уединённой пещере будет жить отшельник. Никому, кроме Гуардиано, не дозволено приближаться к пещере («Maledizione» — «Проклятие»). В случае опасности Леонора оповестит монахов ударом в колокол.

### Акт III

#### Первая картина (лес у Веллетри)
Вопреки мнению Леоноры, Альваро жив и под чужим именем (дон Федерико Эррерос) служит в испанской армии в Италии. Удалившись от играющих в карты солдат («Attenti al gioco, attenti, attenti al gioco, attenti»), Альваро тоскует о разбитой любви («La vita è inferno all’infelice» — «Жизнь — ад для несчастного»), желает умереть и воссоединиться с Леонорой, давно умершей, по его мнению («Leonora mia, soccorrimi, pietà» — «Леонора, сжалься»). Неожиданно в лагере возникает потасовка, Альваро вмешивается в неё и спасает жизнь адъютанта дона Феличе де Бо́рноса, под каковым именем скрывается Карлос. Альваро и Карлос, под вымышленными именами, клянутся в вечной дружбе («Amici in vita e in morte» — «Друзья в жизни и смерти»).

#### Вторая картина
В сражении Альваро тяжело ранен, он может умереть, не выдержав операции. Альваро передаёт Карлосу шкатулку с личными документами («Solenne in quest’ora»), Карлос, по просьбе Альваро, клянётся уничтожить эти документы, не читая. Оставшись один, Карлос даёт волю своим подозрениям — что-то подсказывает ему, что его новый друг и есть убийца отца. Сомнения легко разрешить, прочтя документы, но клятва священна («Urna fatale del mio destino» — «Роковое вместилище судьбы моей»). Вскрыв шкатулку, Карлос обнаруживает там не только заветные документы, но и медальон. Клятва не распространяется на содержимое медальона, Карлос открывает его и обнаруживает там портрет Леоноры. Ему всё ясно, и остаётся только молить Бога о том, чтобы Альваро пережил операцию, чтобы иметь возможность собственноручно убить врага. Входит хирург и сообщает, что Альваро спасён. Карлос ликует — он сможет отомстить убийце отца («È salvo!» — «Спасён!»).

#### Третья картина (лагерь в Веллетри)
Массовая сцена, представляющая нравы лагеря испанской армии. Прециозилла предсказывает судьбу солдатам (Venite all’indovina), Трабуко пытается продать свои товары («A buon mercato»), нищие просят милостыни («Pane, pan per carità»), маркитантки во главе с Прециозиллой соблазняют юных солдатиков («Che vergogna! Su, coraggio!»), Мелитоне укоряет солдат в распутстве. В финальной сцене все присутствующие во главе с Прециозиллой под бой барабанов прославляют войну («Rataplan, rataplan, della gloria»)

#### Четвёртая картина (палатка Альваро)
Альваро оправился от раны, и Карлос приходит, чтобы вызвать друга на дуэль. Альваро, узнав, кто перед ним на самом деле, умоляет Карлоса забыть обиды и стать братьями. Но Карлос неумолим: он желает сначала убить Альваро, а затем найти и убить Леонору (в отличие от Альваро, Карлос догадывается о том, что сестра жива). В ходе поединка шпага Альваро пронзает Карлоса, и тот падает замертво. Понимая, что на нём кровь уже второго Варгаса, Альваро бросается в бой, желая найти там смерть.

### Акт IV

#### Первая картина (монастырь)
Во дворе монастыря многочисленные нищие просят хлеба («Fate, la carità»). От имени братии милостыню раздаёт Мелитоне, но нищие недовольны его надменностью и чёрствостью — они с благодарностью вспоминают отца Рафаэля, подлинно доброго и милосердного («Il padre Raffaele! Era un angelo! Un santo!»). После изгнания нищих Мелитоне в беседе с настоятелем Гуардиано утверждает, что Рафаэле — человек странный и, быть может, одержимый. Гуардиано убеждает Мелитоне быть милосердным и подражать Рафаэле.
В монастырь прибывает неизвестный кабальеро, требующий от встретившего его Мелитоне провести его к Рафаэле. Рафаэле выходит навстречу, и враги узнают друг друга — за прошедшие годы Альваро стал монахом, а Карлос не погиб во время дуэли и по-прежнему жаждет мести. Карлос настаивает на дуэли, Альваро призывает забыть и простить обиды («Fratello! Riconoscimi…») Карлосу удаётся нанести Альваро несмываемое оскорбление — враги уходят из монастыря, чтобы вдали от людей сразиться в смертельном поединке.

#### Вторая картина (Пещера Леоноры)
Вдали от людей, в пещере живёт Леонора. Прошли годы, но она до сих пор не может забыть Альваро и обрести покой («Pace, pace, mio Dio!»). Внезапно раздаются шаги, Леонора предупреждает о грозящей опасности, ударив в колокол, и скрывается в пещере.
Появляются Альваро и Карлос. Силой судьбы они выбрали для поединка место, где столько лет скрывалась Леонора. Карлос вновь смертельно ранен и требует священника («Io muoio! Confessione!»). Альваро не может принять исповедь и просит об этом отшельника. После долгого разговора Леонора выходит из пещеры, и все три участника сцены узнают друг друга. Карлос просит сестру обнять его, наносит ей удар кинжалом и умирает, удовлетворённый. Альваро в отчаянии бежит в горы.
Между тем в гору с пением Miserere поднимаются монахи во главе с Гуардиано и Мелитоне. При свете молнии монахи видят мёртвых Карлоса и отшельника, оказавшегося, к их ещё большему ужасу, женщиной. Нет только отца Рафаэле — но вот он появляется на вершине скалы. На глазах перепуганных братий Альваро (брат Рафаэле) бросается в пропасть. Трагическую сцену завершает Miserere.

## Отличия второй (миланской) версии
В 1869 году в Милане опера была поставлена в новой редакции. Именно эта миланская версия является более распространённой на мировой оперной сцене. Главным отличием стал менее кровавый финал — Альваро остаётся жить, послушный призыву Гуардиано смириться перед силой судьбы. Для новой версии Верди заменил вступление увертюрой. В третьем акте третья и четвёртая картины поменялись местами, а мелодраматическая сцена первой дуэли Карлоса и Альваро стала более прозаичной — дуэль прервана солдатами, поднятыми по тревоге.

## Наиболее известные фрагменты
- Увертюра[2],
- Me pellegrina ed orfana — ария Леоноры (1 действие),
- Padre eterno Signor, pieta di noi — хор из 1 картины 2 действия,
- Madre, Madre, pietosa Vergine — ария Леоноры (2 картина 2 действия),
- La vita è inferno all’infelice — ария Альваро (1 картина 3 действия),
- Urna fatale del mio destino — ария Карлоса (2 картина 3 действия)[3],
- Fratello! Riconosci mi? — дуэт Альваро и Карлоса (1 картина 4 действия)[4],
- Pace, pace, mio Dio! — ария Леоноры (2 картина 4 действия)

## Аудиозаписи
- Леонора — Мария Канилья, Дон Альваро — Галлиано Мазини, Дон Карлос — Карло Тальябуэ, Прециозилла — Эбе Стиньяни, Падре Гуардиано — Танкреди Пазеро, хор и оркестр Туринского радио, дирижёр Джино Маринуцци, 1941 год.
- Леонора — Лейла Генчер, Дон Альваро — Джузеппе ди Стефано, Дон Карлос — Альдо Протти, Гуардиано — Чезаре Сьепи, Прециозилла — Габриэлла Картуран, хор и оркестр театра «Ла Скала», дирижёр — Антонио Вотто, 1957 год.
- Леонора — Рената Тебальди, Дон Альваро — Марио дель Монако, Дон Карлос — Этторе Бастианини, хор и оркестр Академии «Санта-Чечилия», дирижёр — Франческо Молинари-Праделли, 1959 год.
- Леонора — Леонтин Прайс, Дон Альваро — Ричард Такер, Дон Карлос — Роберт Мерилл, Прециозилла — Ширли Веретт, Падре Гуардиано — Джорджо Тоцци, оркестр и хор RCA Italiana Opera, дирижёр — Томас Шипперс, 1964 год.
- Дон Альваро — Хосе Каррерас, Леонора — Розалин Плоурайт, Дон Карлос — Ренато Брузон, Гуардиано — Паата Бурчуладзе, Мелитоне — Хуан Понс, Прециозилла — Агнес Бальтса, Маркиз ди Калатрава — Джон Томлинсон, Лондонский оркестр «Филармония», дирижёр — Джузеппе Синополи, 1987 год.

## Видеозаписи
- 1984: Леонора — Леонтин Прайс, Дон Альваро — Джузеппе Джакомини, Дон Карлос — Лео Нуччи, Гуардиано — Бональдо Джайотти (англ. Bonaldo Giaiotti), Прециозилла — Изола Джонс (англ. Isola Jones), Маркиз ди Калатрава — Ричард Вернон, хор и оркестр «Метрополитен-оперы», дирижёр — Джеймс Ливайн, режиссёр — Джон Декстер, хореограф — Дональд Малер (англ. Donald Mahler) [5].
- 2019: Леонора — Анна Нетребко, Дон Альваро — Йонас Кауфман, Дон Карлос — Людовик Тезье, Гуардиано — Феруччо Фурланетто, Маркиз ди Калатрава — Роберт Ллойд, хор и оркестр Королевского оперного театра (Лондон), дирижёр — Антонио Паппано, режиссёр — Кристофер Лой.

## Экранизации
- «Сила судьбы» (1950, Италия). Режиссёр — Кармине Галлоне.